# Benjamín Cáceres
Amado Benjamín Cáceres Cáceres (Asunción o Santa Elena, Paraguay, 31 de marzo de 1945) es un exfutbolista paraguayo nacionalizado español. Jugó de interior izquierdo o como delantero centro en Primera División de España con el Hércules Club de Fútbol y el Real Club Deportivo Mallorca, además ser internacional absoluto con la Selección Paraguaya.

## Trayectoria
Benjamín Cáceres debutó con 19 años en el Club Sportivo San Lorenzo en Primera División de Paraguay. Posteriormente llegó en junio de 1966 al Hércules Club de Fútbol con la vitola de "fenómeno", de la mano del representante de futbolistas Boogosian. Su fichaje resultó convulso, ya que ese verano, una vez establecido en Alicante, su representante rompió las negociaciones exigiendo más dinero a cambio del fichaje. Por ello, el representante ofreció al paraguayo al eterno rival, el Elche Club de Fútbol, club que alertó al Hércules de las intenciones del representante. Finalmente, Cáceres se convirtió el jugador del Hércules. En su primera temporada en el club alicantino jugó 13 partidos en Primera División y logró 3 goles, también jugó 2 partidos de Copa del Rey y logró 1 gol.
Cáceres se vio envuelto en la polémica surgida en España sobre la prohibición de que los equipos españoles pudieran fichar jugadores extranjeros. En 1962 se prohibió en España importar jugadores extranjeros tras el Mundial de Chile, con la única salvedad de poder contratar a un jugador de origen español, los llamados oriundos, pero con el requisito de no haber sido internacionales con los países de procedencia. Benjamín Cáceres fue internacional con la Selección de Paraguay en partidos oficiales clasificatorios para el Mundial de Inglaterra de 1966, por lo que llegó al fútbol español de manera irregular como tantos otros paraguayos y sudamericanos que se demostró con documentación ilegal. Varios jugadores como Santos Ovejero o Humberto Viberti se beneficiaron de una amnistía, de la cual también se benefició Cáceres al ser fichado al gozar de la condición extraordinaria que estableció la comisión directiva de la Delegación Nacional de Educación Física y Deportes.
El 20 de febrero de 1969 en plena temporada fichó por el Real Mallorca de Segunda División, y contribuyó al ascenso a Primera División que logró el equipo mallorquín al término de la temporada. En el Mallorca permaneció 5 temporadas más, hasta que fichó por el Club Deportivo Consell equipo de Primera Regional de las Islas Baleares donde puso fin a su carrera como futbolista en 1973.

## Clubes
| Club                      | País     | Año       |
| ------------------------- | -------- | --------- |
| Club Sportivo San Lorenzo | Paraguay | 1965      |
| Club Sportivo San Lorenzo | Paraguay | 1966      |
| Hércules C. F.            | España   | 1966-1967 |
| Barcelona FC              | España   | 1967-1968 |
| Hércules C. F.            | España   | 1968-1969 |
| R. C. D. Mallorca         | España   | 1968-1974 |
| C. D. Consell             | España   | 1976-1977 |